# Onthophagus diversiformis
Onthophagus diversiformis är en skalbaggsart som beskrevs av Antoine Boucomont 1914. Onthophagus diversiformis ingår i släktet Onthophagus och familjen bladhorningar. Inga underarter finns listade i Catalogue of Life.